# 青木遼生
青木 遼生（あおき りょうせい、8月19日 - ）は、日本の俳優。クレヨン所属。

## 人物
- 中学2年生の時、科学部に所属し、副部長を務めた[2][出典無効]。

## 出演

### テレビドラマ
- トミカヒーロー レスキューフォース 第6話（2008年、テレビ東京）トモ 役

### バラエティ
- アートのちから（2007年、NHK）
- 音楽のちから（2007年、NHK）
- 体のちから（2007年10月、NHK）

### CM
- マクドナルド ハッピーセット（2006年）
- NTT東日本 光（2007年）

### ショー
- アディダス（2007年）
- NHK 教育フェア（2007年11月）